# Centre-Ouest
Centre-Ouest is een centraal gelegen bestuurlijke regio van Burkina Faso. De oppervlakte is bijna 22.000 vierkante kilometer en het inwonersaantal was in januari 2006 ruim één miljoen. De hoofdstad van de regio is Koudougou.
Centre-Ouest grenst in het zuiden aan buurland Ghana. Regionale grenzen heeft de regio met Sud-Ouest (zuidwesten), Boucle du Mouhoun (westen), Nord (noorden), Plateau-Central (noordoosten), Centre (korte grens in het noordoosten) en met Centre-Sud (oosten).
Centre-Ouest werd op 7 juni 1974 afgesplitst van de voormalige regio Volta-Noire. De regio had toen een oppervlakte van 26.324 vierkante kilometer en telde bij de census van december 1975 788.962 inwoners.

## Provincies
Centre-Ouest heeft vier provincies:
- Boulkiemdé
- Sanguié
- Sissili
- Ziro

Deze zijn op hun beurt verder onderverdeeld in 32 departementen.
Boucle du Mouhoun · Cascades · Centre · Centre-Est · Centre-Nord · Centre-Ouest · Centre-Sud · Est · Hauts-Bassins · Nord · Plateau-Central · Sahel · Sud-Ouest